# Accentuation védique
Cette page contient des caractères spéciaux ou non latins. S’ils s’affichent mal (▯, ?, etc.), consultez la page d’aide Unicode.
L'accentuation du sanskrit védique est décrite en détail par le grammairien indien Pāṇini ; tel l'indo-européen, le sanskrit des origines utilisait un accent de hauteur et non un accent tonique. Ce fut aussi le cas en latin, grec ancien, lette et encore en lituanien, etc. L'accent védique permettait d'opposer des paires minimales : ainsi súkr̥ta, « bien fait » ~ sukr̥tá, « bienfait » (l'accent est généralement noté par un aigu sur la voyelle intonée). Tous les mots n'étaient pas nécessairement accentués (le verbe, par exemple, est souvent atone ; tout dépend en fait de son mode, son temps et sa place dans la phrase).
Note : tous les mots sanskrits sont cités selon la transcription traditionnelle.
Cet accent, noté avec précision dans les textes védiques anciens, semble avoir disparu à l'époque de Patañjali ; il est d'ailleurs notable que les langues néo-indiennes actuelles n'ont, à l'exception de la pañjābī, gardé aucune trace d'un tel accent, et n'ont pas non plus développé d'accent tonique (alors que le latin, le grec, et les langues baltes ont transformé, en se vulgarisant, leur accent ainsi). Cet accent de hauteur devait simplement consister en une élévation de la voix sur l'une des syllabes du mot.
Pāṇini décrit cependant en détail un système dont on ne peut assurer qu'il correspond à celui des origines, utilisant trois registres et des modulations ; il ne correspond pas non plus toujours à ceux utilisés de nos jours, lesquels sont très variables et dépendent des textes récités ainsi que des écoles de récitation. Il faut savoir que toutes les récitations des Veda ne sont pas intonées. Ce système de récitation s'apparente à la lecture taǧwīd (tajwîd) du Coran, c'est-à-dire une lecture loin de la diction habituelle, appliquée, proche du chant et de la litanie.

## Notions fondamentales
- La syllabe intonée est nommée udātta (« élevé ») ; elle est marquée en transcription par un accent aigu et se  prononce sur un registre haut ; tous les autres tonèmes se déduisent de l'udātta ;
- les syllabes atones sont dites anudātta (« non élevé ») et se prononcent sur un registre moyen ; la transcription ne les note pas ; l'anudātta n'est pas marquée ;
- la syllabe qui suit l'udātta, est appelée svarita (« résonant ») ; elle est modulée haut→moyen ; la transcription marque la syllabe svarita par un accent grave.

## Sandhi tonal
Les tons, en se suivant, peuvent se modifier (à la manière, par exemple, des tons du mandarin : un troisième ton suivant un autre troisième ton devient dans cette langue un deuxième ton. Ainsi : 給我 gěi wǒ, « pour moi », est prononcé géi wǒ). D'autre part, les modifications subies par les phonèmes du mot au contact de ceux des autres (« sandhi ») peuvent aussi entraîner des transformations tonales. Dans la récitation saṃhitā (« récitation liée », par opposition à une récitation mot à mot, dite padapāṭha), les modifications ne s'arrêtent pas aux limites des mots.
Les principales modifications sont les suivantes (note : A représente toute syllabe, Y toute sonante consonne, I toute sonante voyelle, a toute voyelle) :
1. modifications tonales fondamentales : 
  1. udātta + anudātta → udātta + svarita (Á+A → Á+À) : sandhi tonal décrit plus haut, c'est la transformation régulière d'une syllabe post-tonique et atone en svarita ; on nomme cette syllabe svarita śuddha (« svarita simple »), ou « svarita enclitique » en Occident ; il n'existe pas, en transcription, de symbole spécifique permettant de distinguer les svarita enclitiques des autres svarita : l'accent grave marque les deux types (dans cet article, le double accent grave permettra au besoin de distinguer les deux),
  2. anudātta + udātta ou svarita → sannatara + udātta ou svarita (A+Á/À → A+Á/À) : une syllabe anudātta précédant une udātta (ou une svarita) est désignée par le terme de sannatara (« plus faible ») ; elle est prononcée sur un registre bas mais reste considérée comme une anudātta ; dans une transcription détaillée, on souligne la voyelle sannatara ; ce sandhi l'emporte sur le précédent : soit la succession Á+A+Á ; celle-ci ne passe pas à Á+À+Á mais à Á+AÁ,
  3. svarita + anudātta (+ anudātta...)  → svarita + pracaya (+ pracaya...)  (À+A → À+Â): toutes les syllabes anudātta suivant une svarita deviennent pracaya ; elles sont prononcées sur un registre situé entre les registres moyen et haut, sans modulation (registre dit ekaśruti, « monotone ») ; la transcription ne note pas les pracaya (dans cet article, on le fera au moyen du circonflexe),
  4. svarita non enclitique + udātta ou svarita non enclitique → kampa + udātta ou svarita (À+Á/À → Ã+Á/À) : cette modification est optionnelle ; la syllabe kampa (« tremblement ») est modulée à la manière d'un trémolo (on peut noter le kampa, dans cet article, par le tilde),
  5. modification de la structure prosodique (ÍY+à → Yà) : lorsqu'un mot possède un udātta et un svarita le suivant, il peut arriver, si la voyelle s'y prête, que la syllabe udātta disparaisse par consonification. Dans ce cas, le svarita reste seul : súvàr (« lumière, prospérité ») peut être prononcé svàr, le groupe /-úv-/ passant à /-v-/ ;
2. modifications dues aux rencontres entre voyelles : le sanskrit possède un grand nombre de règles fixant les rencontres de voyelles afin d'éliminer les hiatus, par la consonification des sonantes vocalisées, la crase ou l'aphérèse principalement (voir aussi sandhi du sanskrit pour plus de détails) ; lorsque les voyelles touchées sont intonées, les modifications sont les suivantes :
  1. consonnification des sonantes : sonante vocalisée udātta ou  svarita + voyelle udātta → consonne + svarita (Í/Ì+a → Yà) ; le svarita obtenu est dit « indépendant » et kṣaipra (« rapide ») ; ainsi ; hí + anyé → hyànyé,
  2. crase : 
    1. dans un même mot : voyelle udātta + voyelle anudātta → voyelle contracte udātta (-á- + -a- → -ā́-) ou voyelle anudātta + voyelle udātta → voyelle contracte udātta (-a- + -á- → -ā́-),
    2. entre deux mots (règle optionnelle) : voyelle udātta + voyelle anudātta → voyelle contracte svarita (-á + a- → -ā̀-) ; un tel svarita est indépendant et praśliṣṭa (« coalescent »),

  3. aphérèse : /é/ ou /ó/ + /a/ → /è/ ou /ò/ ; on parle d'un svarita indépendant abhinihita (« contigu »).

Toutes ces règles s'enchaînent de manière à donner à la récitation en saṃhitā (récitation liée) les structures canoniques suivantes :
- A + Á + Ȁ + Â + Â... : sannatara + udātta + svarita śuddha + pracaya + pracaya... (jusqu'à la prochaine syllabe non anudātta), ou
- A + À + Â + Â... : sannatara + svarita « indépendant » + pracaya + pracaya... (jusqu'à la prochaine syllabe non anudātta).

## Illustration par l'exemple
Réalisation tonale d’une stance (R̥g Veda, VIII, 100, 11)
Il convient de procéder par ordre. Les anudātta sannatara, par exemple, ayant la préséance sur les svarita śuddha, on placera ceux-là en premier, sachant qu’aucun sannatara ne peut devenir svarita śuddha. On l’a vu rapidement, les textes védiques peuvent être récités de diverses manières afin d’assurer un apprentissage parfait des phonèmes : les récitations padapāṭha et saṃhitā sont les plus courantes, parmi une pléthore d’autres. Selon la méthode de récitation, le placement des tons sera très différent.
Padapāṭha

Dans la récitation padapāṭha (« mot à mot »), les tons ne s’influencent pas à travers la limite des mots, lesquels ne sont pas non plus adaptés selon les règles de sandhi externe (détails à l'article Sandhi en sanskrit).

1. placement des udātta : 

devíːm | váːcam | ajanayanta | deváːḥ | táːm | viśváːruːpaːḥ | paśávaḥ | vadanti || 

sáː | naḥ | mandráː | íṣam | úːrjam | dúhaːnaː | dhenúḥ | váːk | asmáːn | úpa | sú-stutaː | áː | etu ||

2. placement des anudātta sannatara :

de̱víːm | váːcam | ajanayanta | de̱váːḥ | táːm | vi̱śváːruːpaːḥ | pa̱śávaḥ | vadanti || 

sáː | naḥ | ma̱ndráː | íṣam | úːrjam | dúhaːnaː | dhe̱núḥ | váːk | a̱smáːn | úpa | sú-stutaː | áː | etu ||

3. placement des svarita śuddha :

de̱víːm | váːcȁm | ajanayanta | de̱váːḥ | táːm | vi̱śváːrȕːpaːḥ | pa̱śávȁḥ | vadanti || 

sáː | naḥ | ma̱ndráː | íṣȁm | úːrjȁm | dúhȁːnaː | dhe̱núḥ | váːk | a̱smáːn | úpȁ | sú-stȕtaː | áː | etu ||

4. placement des anudātta pracaya :

de̱víːm | váːcȁm | ajanayanta | de̱váːḥ | táːm | vi̱śváːrȕːpâːḥ | pa̱śávȁḥ | vadanti || 

sáː | naḥ | ma̱ndráː | íṣȁm | úːrjȁm | dúhȁːnâː | dhe̱núḥ | váːk | a̱smáːn | úpȁ | sú-stȕtâː | áː | etu ||

Saṃhitā

Cette lecture est plus complexe : les règles de sandhi externe s'appliquent (ainsi les /m/ finals deviennent anusvāra devant les phonèmes qui le demandent, paśávaḥ devient paśávo devant un mot à initiale sonore, les hiatus sont résolus par crase, aphérèse, etc.) ; de la même manière, le sandhi tonal ne s’arrête plus à la limite des mots. Finalement, le texte (sans accents) devient le suivant : 

devīṃ vācam ajanayanta devās tāṃ viśvārūpāḥ paśavo vadanti |

sā no mandreṣam ūrjaṃ duhānā dhenur vāg asmān upa suṣṭutaitu ||
1. placement des udātta : 

devíːṃ váːcam ajanayanta deváːs táːṃ viśváːruːpaːḥ paśávo vadanti | 

sáː no mandréṣam úːrjam dúhaːnaː dhenúr váːg asmáːn úpa súṣṭutaítu ||

On note trois crases :
- mandrá + íṣam → mandréṣam : pas de règle particulière, la crase de deux udātta donnant une syllabe udātta ;
- súṣṭutaː + áː → súṣṭutáː : règle 2.2.1 ;
- súṣṭutáː + etu → súṣṭutaítu : règle 2.2.1 ; la règle 2.2.2 aurait pu s’appliquer et donner un svarita ; elle est cependant optionnelle.

2. placement des anudātta sannatara :

de̱víːṃ váːcam ajanayanta de̱váːs táːṃ vi̱śváːruːpaːḥ pa̱śávo vadanti | 

sáː no ma̱ndréṣa̱m úːrja̱m dúhaːnaː dhe̱núr váːg a̱smáːn úpa̱ súṣṭu̱taítu ||

3. placement des svarita śuddha :

de̱víːṃ váːcȁm ajanayanta de̱váːs táːṃ vi̱śváːrȕːpaːḥ pa̱śávȍ vadanti | 

sáː nȍ ma̱ndréṣa̱m úːrja̱m dúhȁːnaː dhe̱núr váːg a̱smáːn úpa̱ súṣṭu̱taítȕ ||

4. placement des anudātta pracaya :

de̱víːṃ váːcȁm âjânâyântâ de̱váːs táːṃ vi̱śváːrȕːpâːḥ pa̱śávȍ vâdântî | 

sáː nȍ ma̱ndréṣa̱m úːrja̱m dúhȁːnâː dhe̱núr váːg a̱smáːn úpa̱ súṣṭu̱taítȕ ||

Le texte ne possède pas de svarita indépendant, donc pas de kampa. Sa traduction est la suivante : « Les dieux ont engendré la déesse de la Parole, et tous les êtres vivants la parlent. Que cette vache, qui mugit gentiment et donne de son lait des libations roboratives, de même que la parole quand elle est bien dite, vienne à nous. »
La récitation du R̥g Veda par les brahmanes tamouls telle que pratiquée de nos jours est très proche d’un tel système.